# Le Marteau de Thor (roman de Riordan)
Pour les articles homonymes, voir Marteau de Thor.
Le Marteau de Thor (titre original : The Hammer of Thor), est un roman de fantasy écrit par Rick Riordan et paru en langue originale le 4 octobre 2016 puis traduit et publié en France le 1er mars 2017. Il s'agit du deuxième tome de la série Magnus Chase et les Dieux d'Asgard. 

## Résumé
Le marteau de Thor a disparu, encore! Le dieu du tonnerre a la fâcheuse habitude d'égarer son arme, le pouvoir le plus puissant des Neuf Mondes. Mais cette fois, le marteau n'a pas seulement été perdu, il est tombé entre les mains de l'ennemi. Si Magnus et ses amis n'arrivent pas à le retrouver rapidement, le monde des mortels sera sans défense face à l'attaque des géants, le Ragnarök commencera et les Neuf Mondes brûleront.
Malheureusement, la seule personne qui puisse négocier un accord pour récupérer le marteau est le pire ennemi des dieux: Loki... et le prix qu'il demande est très élevé.